# 1013

## Události
- invaze Dánů do Anglie. Vůdce Dánů Sven I. vyhání anglického krále Ethelreda II. a na rok se ujímá vlády nad podstatnou částí Anglie
- vyhnání Židů z Kalifátu cordobského
- Lyfing se stává arcibiskupem z Canterbury
- Jindřich II. zahajuje svoje druhé italské tažení

## Narození
- 18. července – Blahoslavený Heřman z Reichenau, německý středověký kronikář, učenec, básník a skladatel († 1054)
- 22. září – Ryksa Polská, uherská královna, manželka Bély I. († 21. května 1075)

## Úmrtí
- ? – Reginar IV. Henegavský, henegavský hrabě (* kolem 948)

## Hlavy států
- České knížectví – Oldřich
- Svatá říše římská – Jindřich II.
- Papež – Benedikt VIII.
- Anglické království – Ethelred II. – Sven Vidlí vous
- Francouzské království – Robert II.
- Polské knížectví – Boleslav I. Chrabrý
- Uherské království – Štěpán I.
- Byzanc – Basileios II. Bulgaroktonos
- Bulharsko – Samuel
- Chorvatsko – Křesimír III.
- Afghánistán – Mahmúd
- Čína – Šeng-cung (dynastie Liao), Čen-cung (dynastie Severní Sung)
- Lucembursko – Jindřich I.
- Gruzie – Bagrad III. Sjednotitel